# Бардичевер, Зейлик
Зе́йлик Барди́чевер (полное имя Зейлик-Лейб Бердичевер, в различных публикациях также Зелик и Зелиг, идиш זעליק באַרדיטשעװער‎‎; 6 мая 1903, Бельцы Бессарабской губернии — 30 декабря 1937, Яссы, Румыния) — бессарабский еврейский поэт-песенник, автор-исполнитель песен на идише, драматург.

## Биография
Зейлик-Лейб Бардичевер родился в бедной семье в уездном бессарабском городке Бельцы. Его отец, Айзик-Дувид Хаскелевич Бардичевер (1851—?), происходил из Могилёва на Днестре Подольской губернии, откуда его семья не позднее 1854 года переселилась в бессарабскую еврейскую земледельческую колонию Александрены Ясского уезда; мать, Хая-Ривка Берковна Бардичевер, была уроженкой Бельц. Занимался самообразованием. Будучи меламедом скитался по городкам и весям Бессарабии и соседней Молдавии в поисках заработка. В 1920-х годах начал сочинять и исполнять песни на собственные стихи в традициях бродячих еврейских народных певцов (бродерзингеров) и бадхенов (Велвла Збаржера, Эльякума Цунзера, Берла Бродера и других).
К 1930-м годам приобрёл необычайную популярность, несмотря на отсутствие публикаций в еврейских изданиях. Написал мелодии и к стихотворениям других поэтов, например к популярной эллегии «Фун шхейнишн дорф» (Из соседнего села) Герца Ривкина. Одно время состоял в творческой организации «Култур-Лиге» (лига культуры), писал и ставил самодеятельные пьесы. Лишь в последние годы жизни начал публиковаться в изданиях «Черновицер блетер» (Черновицкие листки) и «Уфганг» (Восход, Сигет).
Бардичевер вёл бродяжнический образ жизни и умер от скоротечной чахотки в Яссах. После его смерти, усилиями певца и композитора Лейбу Левина и литературоведа Герша Сегала в Черновицах вышел сборник песен Бардичевера с нотами «לידער מיט ניגונים» (Лидер мит нигуним — Стихи и мелодии, 1939), переизданный в Монтевидео в 1948 году и Реховоте в 1980 году.
Песни Зейлика Бардичевера исполнялись различными исполнителями и продолжают исполняться до сих пор (Лейбу Левин, Хава Альберштейн, Аркадий Гендлер, Михаил Александро́вич и другие).